# Франц, Феликс
Феликс Франц (нем. Felix Franz; р. 6 мая 1993 года) — немецкий легкоатлет, специализирующийся на барьерном беге на 400 метров.

## Биография
Феликс Франц родился 6 мая 1993 года в городе Людвигсбург. Его мать участвовала в чемпионате мира по парусному спорту, а отец является одним из его личных тренеров. Учился в средней школе Friedrich-Abel-Gymnasium Vaihingen. В 2011 году поступил в Штутгартский университет на факультет энерго- и биотехнологий.

## Спортивная карьера
Феликс начал заниматься спортом в 4 года. В секцию лёгкой атлетики его привел собственный отец. Он пробовал свои силы как в гладком (200 м, 400 м), так и в барьерном (400 м) беге. В 2009 году окончательно перешел в барьерный бег. В 2010 Феликс выиграл юношеский чемпионат Германии. На юношеских Олимпийских играх в Сингапуре занял 4 место. На чемпионате Европы среди юниоров в 2011 году в Таллине он финишировал восьмым, а на юниорском первенстве мира в 2012 году в Барселоне стал пятым.
В мае 2014 года на соревнованиях в Мюнхене впервые в карьере выбежал из 50 секунд. Результат 49,95 позволил Феликсу попасть на отборочные соревнования взрослого чемпионата Европы. Победив с результатом 49,34 на чемпионате Германии в Ульме, Феликс гарантировал себе участие в чемпионате Европы в Цюрихе. В полуфинале континентального первенства установил новый личный рекорд — 48,96 с, а в финале занял пятое место с результатом 49,83.